# Miniciano
Miniciano fue un religioso español, que debió ocupar la Diócesis de Segovia entre el año 596 y el de 610, sucediendo en el cargo al obispo Pedro.
Participó en el concilio de Toledo convocado por el rey Gundemaro en el año 610, firmando el acta en tercer lugar.